# 沙带鱼
沙带鱼（学名：Lepturacanthus savala）为輻鰭魚綱鱸形目带鱼科沙带鱼属的鱼类。分布于印度洋北部沿岸、东至澳大利亚、北至日本琉球以及中国南海、台湾海峡等海域，属于近海暖水性中上层鱼类。棲息深度可達100公尺，本魚缺腹鰭及尾鰭，色彩是具有金屬反射的鋼鐵般的藍色，白色尖細的一部分。肛門緣蒼白，通常的尾鰭鰭膜白色，雙顎尖且黑色，鰓蓋內和肩帶的前一部分淡黑色。體長可達100公分，棲息在沿海，屬肉食性，以甲殼類、烏賊、魚類等為食，可做為食用魚。